# 汤臣倍健
汤臣倍健、广东汤臣倍健生物科技股份有限公司，是一家创立于1995年10月的上市公司。

## 概述
前身为珠海海狮龙保健食品有限公司。2008年10月15日，变更为股份有限公司，并在广东省珠海市工商行政管理局登记注册。2010年12月15日，广东汤臣倍健生物科技股份有限公司在深圳证券交易所创业板上市。2012年4月13日，变更为“汤臣倍健股份有限公司”。
目前，已在巴西、澳大利亚等地建立了五个原料专供基地，以食品、奶制品及保健食品为主营产品。
2018年8月30日湯臣倍健以6.7億澳元（約合4.84億美元）收購澳洲益生菌企業Life-Space Group Pty Ltd（簡稱LSG）。